# Jesús Omar Alemán Chávez
Mons. Jesús Omar Alemán Chávez (* 1. července 1970, Ciudad Cuauhtémoc) je mexický římskokatolický duchovní a biskup Cuauhtémocu-Madery.

## Život
Narodil se 1. července 1970 v  Ciudad Cuauhtémoc.
Studoval v kněžských seminářích v Ciudad Juárez, Torreón a Monterrey. Dne 7. října 1997 byl vysvěcen na kněze a inkardinován do diecéze Tarahumara. Stal se formátorem semináře v Tarahumaře a vykonával různé pastorační činnosti. Byl jmenován generálním vikářem diecéze, a před jmenováním biskupem sloužil jako farář ve farnosti Santa Inés v Chínipas a jako koordinátor diecézní komise pro katechezi. Je absolventem Papežské salesiánské univerzity.
Dne 7. prosince 2022 jej papež František jmenoval biskupem Cuauhtémocu-Madery. Biskupské svěcení přijal 4. března 2023 z rukou arcibiskupa Josepha Spiteri a spolusvětiteli byli arcibiskup Constancio Miranda Wechmann a biskup Juan Manuel González Sandoval.